# Division d'Honneur 1942-1943
La Division d'Honneur 1942-1943 è stata la 41ª edizione della massima serie del campionato belga di calcio disputata tra il 6 settembre 1942 e il 2 maggio 1943 e conclusa con la vittoria del KV Mechelen, al suo primo titolo.

## Formula
Le squadre partecipanti passarono dalle 14 della stagione precedente alle 16 di quella attuale e disputarono un turno di andata e ritorno per un totale di 30 partite.
Le ultime due classificate retrocedettero in Division 1.

## Squadre
| Squadra                     | Città                | Stadio | Stagione 1941-1942  |
| --------------------------- | -------------------- | ------ | ------------------- |
| Standard Liegi              | Liegi                |        | 12°                 |
| Cercle Brugge K.S.V.        | Bruges               |        | 13°                 |
| White Star Woluwe AC        | Woluwe-Saint-Lambert |        | 11°                 |
| Olympic Charleroi           | Charleroi            |        | 4°                  |
| Anderlecht                  | Anderlecht           |        | 6°                  |
| Beerschot AC                | Anversa              |        | 2°                  |
| ARA La Gantoise             | Gand                 |        | 8°                  |
| Anversa                     | Anversa              |        | 3°                  |
| Royale Union Saint-Gilloise | Saint-Gilles         |        | 9°                  |
| Eendracht Alost             | Aalst                |        | 5°                  |
| Tilleur FC                  | Saint-Nicolas        |        | 7°                  |
| RFC Malinois                | Malines              |        | 10°                 |
| K Boom FC                   | Boom                 |        | 14°                 |
| Liersche SK                 | Lier                 |        | Campione del Belgio |
| CS La Forestoise            | Forest               |        | Division I          |
| Racing Club Bruxelles       | Uccle                |        | Division I          |

## Classifica finale
| Pos. | Squadra                     | G  | V  | N  | P  | GF | GS | Punti |
| ---- | --------------------------- | -- | -- | -- | -- | -- | -- | ----- |
| 1    | RFC Malinois                | 30 | 21 | 5  | 4  | 83 | 31 | 46    |
| 2    | R. Beerschot AC             | 30 | 19 | 5  | 6  | 87 | 40 | 44    |
| 3    | Lierse S.K.                 | 30 | 17 | 8  | 5  | 95 | 51 | 39    |
| 4    | ARA La Gantoise             | 30 | 17 | 10 | 3  | 63 | 54 | 37    |
| 5    | Anversa                     | 30 | 17 | 12 | 1  | 69 | 48 | 35    |
| 6    | R.S.C. Anderlecht           | 30 | 15 | 11 | 4  | 73 | 53 | 34    |
| 7    | Tilleur FC                  | 30 | 10 | 11 | 9  | 52 | 55 | 29    |
| 8    | Cercle Brugge K.S.V.        | 30 | 11 | 13 | 6  | 46 | 66 | 28    |
| 9    | Olympic Charleroi           | 30 | 11 | 14 | 5  | 50 | 64 | 27    |
| 10   | White Star Woluwé F.C.      | 30 | 8  | 12 | 10 | 72 | 65 | 26    |
| 11   | Royale Union Saint-Gilloise | 30 | 8  | 14 | 8  | 37 | 42 | 24    |
| 12   | Standard Liegi              | 30 | 10 | 16 | 4  | 62 | 66 | 24    |
| 13   | Eendracht Alost             | 30 | 10 | 16 | 4  | 45 | 75 | 24    |
| 14   | CS La Forestoise            | 30 | 9  | 16 | 5  | 40 | 92 | 23    |
| 15   | Racing Club Bruxelles       | 30 | 10 | 17 | 3  | 61 | 78 | 23    |
| 16   | K Boom FC                   | 30 | 7  | 20 | 3  | 36 | 90 | 17    |

G = Partite giocate; V = Vittorie; N = Nulle/Pareggi; P = Perse; GF = Goal fatti; GS = Goal subiti; 